# Stad Delden
Stad Delden è un'ex-municipalità dei Paesi Bassi situata nella provincia dell'Overijssel. Soppressa 1º gennaio 2001, parte del suo territorio, è andato a costituire, insieme al territorio delle ex-municipalità di Diepenheim e Goor e parte del territorio di Ambt Delden e Markelo, la municipalità di Hof van Twente.